# Rua Conde de Sarzedas
A Rua Conde de Sarzedas é uma importante rua comercial localizada no Centro Histórico de São Paulo, no distrito da Sé. Recebeu esse nome em homenagem ao 5º Conde de Sarzedas. Atualmente é um dos maiores polos de comércio de produtos evangélicos do País. Na esquina com a rua Conselheiro Furtado há um grande terreno baldio onde o Tribunal de Justiça do Estado de São Paulo há tempos planeja construir um complexo de três edifícios para abrigar todos os gabinetes dos 360 desembargadores, a fim de evitar o trânsito de processos volumosos entre o Palácio da Justiça e o Edifício Nove de Julho (número 100 da rua). A obra ainda não se iniciou devido a uma contestação judicial do projeto no STJ. O Edifício Nove de Julho é um prédio moderno em aço e vidro que cerca o Palacete de Conde Sarzedas, na esquina com a rua Tomás de Lima - formando um interessante contraste arquitetônico.

## História

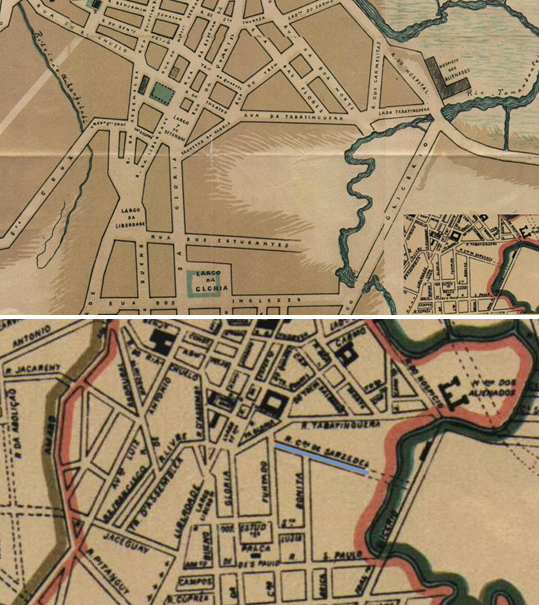
Detalhes dos mapas de Jules Martin (1890), acima, e do mapa de Gomes Cardim (1897), abaixo

A rua Conde de Sarzedas, assim como a rua Conselheiro Furtado, foi aberta nas terras (uma chácara) de Dona Anna Maria de Almeida Lorena, neta de D. Bernardo José de Lorena, governador da capitania de São Paulo entre 1788 e 1797 e 5º Conde de Sarzedas. Ela aparece nos mapas pela primeira vez na Planta Geral da Capital de São Paulo, de autoria de Gomes Cardim – com o mesmo traçado atual – não aparecendo nas plantas anteriores, como a de Jules Martin, de 1890. Dona Anna também mandou construir a Capela de Santa Luzia (onde está a rua Santa Luzia) que, após a sua morte, em 1903, foi doada pelos herdeiros à Cúria Metropolitana. Seu sobrinho, o deputado Luiz de Lorena Rodrigues Ferreira, mandou construir o Palacete de Conde Sarzedas, provavelmente entre os anos de 1891 e 1895, onde hoje funciona o Museu do Tribunal Justiça. O palacete estava desocupado e deteriorado, mas passou pelo processo de tombamento e por obras de restauro em 2001, que o deixaram com coloração avermelhada, cor de tijolo com ornamentos em amarelo.